# Sablia fuscilinea
Sablia fuscilinea är en fjärilsart som beskrevs av Graslin 1852. Sablia fuscilinea ingår i släktet Sablia och familjen nattflyn. Inga underarter finns listade.